# Craster
Craster är en ort och civil parish i Storbritannien.   Den ligger i grevskapet och kommunen Northumberland i riksdelen England, i den centrala delen av landet, 400 km norr om huvudstaden London. Craster ligger 8 meter över havet och antalet invånare är 305.
Terrängen runt Craster är platt. Havet är nära Craster åt nordost.  Närmaste större samhälle är Alnwick, 9,6 km sydväst om Craster. 